# 서핑하우스
《서핑하우스》는 JTBC에 방송된 예능 프로그램다.

## 방송 개요
서핑을 좋아하는 배우들이 게스트하우스를 오픈해 손님들에게 서핑 강습과 힐링 공간을 제공하는 리얼리티 프로그램.

## 방송 시간
| 방송 채널 | 방송 기간                        | 방송 시간            | 비고 |
| JTBC      |                                  |                      |      |
| --------- | -------------------------------- | -------------------- | ---- |
| JTBC      | 2019년 7월 21일 ~ 2019년 9월 8일 | 일요일 오전 9시 30분 |      |

## 출연자

### 멤버
- 조여정 (팀장)
- 송재림
- 김슬기
- 전성우
- 곤대장

## 에피소드 목록
| 회차 | 방송일   | 일정             | 비고 |
| ---- | -------- | ---------------- | ---- |
| 1    | 7월 21일 | 오픈 준비        |      |
| 2    | 7월 28일 | 1일차            |      |
| 3    | 8월 4일  | 2일차            |      |
| 4    | 8월 11일 | 3일차            |      |
| 5    | 8월 18일 | 3 ~ 4일차        |      |
| 6    | 8월 25일 | 4 ~ 5일차        |      |
| 7    | 9월 1일  | 6 ~ 7일차        |      |
| 8    | 9월 8일  | 7일차 ~ 마지막날 |      |

## 시청률
최저 시청률과 최고 시청률은 시청률 조사회사와 지역별로 시청률에 차이가 있을 수 있습니다.
| 회차 | 방송일   | AGB 시청률     |
| 회차 | 방송일   | 대한민국(전국) |
| ---- | -------- | -------------- |
| 1    | 7월 21일 | 0.68%          |
| 2    | 7월 28일 | 0.859%         |
| 3    | 8월 4일  | 0.2%           |
| 4    | 8월 11일 | 0.4%           |
| 5    | 8월 18일 | 0.3%           |
| 6    | 8월 25일 | 0.4%           |
| 7    | 9월 1일  | 0.4%           |
| 8    | 9월 8일  | 0.3%           |

## 후속 프로그램
- 지구형 인간 (2019년 9월 22일)